# مايك سميث (منافس ألعاب قوى)
مايك سميث (بالإنجليزية: Mike Smith) (و. 1967  م) هو منافس ألعاب قوى كندي، ولد في كينورا، أونتاريو، شارك في الألعاب الأولمبية الصيفية 1996، والألعاب الأولمبية الصيفية 1992، والألعاب الأولمبية الصيفية 1988.

## روابط خارجية
- مايك سميث على موقع الاتحاد الدولي لألعاب القوى (الإنجليزية)
- مايك سميث على موقع الاتحاد الكندي لألعاب القوى (الإنجليزية)
- مايك سميث على موقع اللجنة الأولمبية الدولية (الإنجليزية)
- مايك سميث على موقع أوليمبيديا (الإنجليزية)
- مايك سميث على موقع اللجنة الأولمبية الكندية (الإنجليزية)
- مايك سميث على موقع اتحاد ألعاب الكومنولث (مؤرشف) (الإنجليزية)